# Aurora (hrabstwo Taylor)
Aurora – miasto w Stanach Zjednoczonych, w stanie Wisconsin, w hrabstwie Taylor.